# Uli Dembinski
Uli Dembinski (* 15. April 1959 in Aschaffenburg) ist ein deutscher Kunstflug-Pilot.

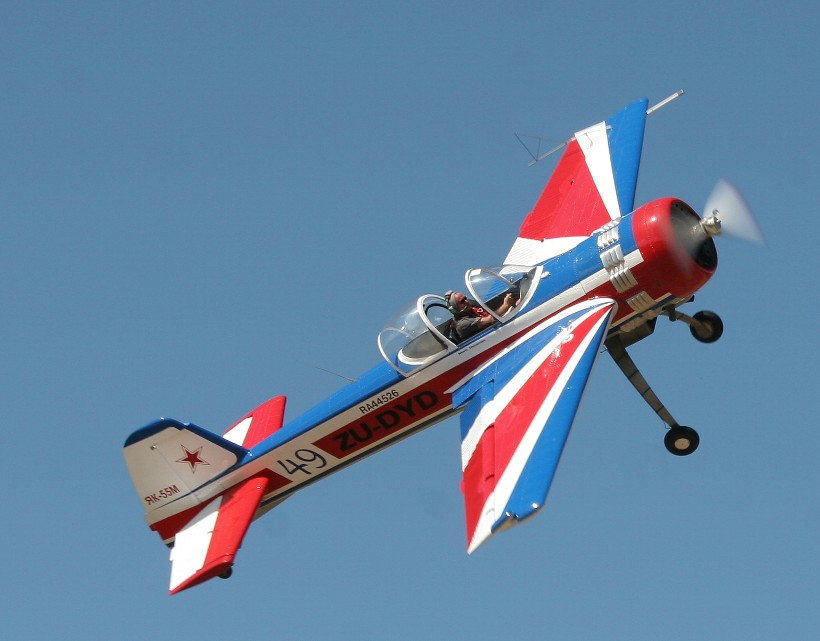
Jak-55

Uli Dembinski begann 1973 mit dem Segelflug und erhielt im Alter von 17 Jahren die Segelfluglizenz. Nachdem er schon längere Zeit ohne spezielle Ausbildung an Kunstflugmeisterschaften teilgenommen hatte, begann er ab Januar 1989 mit einer Kunstflugausbildung.
Bisher nahm Dembinski an 22 nationalen und internationalen Wettbewerben teil, wobei er 12 Mal unter den besten drei Teilnehmern war.
Am 2. Mai 2009 stellte Dembinski einen neuen Weltrekord im Dauerloopingfliegen auf. Mit seiner Jak-55 Theo, welche er nach seinem Vater (ebenfalls begeisterter Flieger) benannte, gelangen ihm auf dem Flugplatz Walldorf 333 Loopings am Stück. Er verbesserte damit seinen eigenen Weltrekord von 2007, bei dem er 222 Loopings am Stück geflogen hatte.